# Afghanistans fotbollsfederation
Afghanistans fotbollsfederation ordnar med den organiserade fotbollen i Afghanistan, och ansvarar bland annat för Afghanistans herrlandslag i fotboll. Förbundet bildades 1922, inträdde i Fifa 1948, och AFC 1954.
Aktiviteten har ökat sedan Talibanregimen störtades 2001.

### Fotnoter
1. ↑  Qadiry, Tahir. ”BBC News - Roshan Afghan Premier League a hit with fans”. Bbc.co.uk. http://www.bbc.co.uk/news/world-asia-19668215. Läst 24 september 2012.